# Олімпійська збірна Бразилії з футболу
Збірна Бразилії U–23 з футболу, Олімпійська збірна Бразилії з футболу представляє Бразилію на Олімпійських іграх. Відбір гравців враховує те, що всі футболісти мають бути у віці до 23 років, окрім трьох футболістів. Команда контролюється Бразильською конфедерацією футболу.

## Статистика виступів

### Олімпійські ігри
| Виступи | Виступи            | Виступи            | Виступи            | Виступи            | Виступи            | Виступи            | Виступи            | Виступи            |
| Рік     | Раунд              | Позиція            | МЗ                 | В                  | Н*                 | П                  | ГЗ                 | ГР                 |
| ------- | ------------------ | ------------------ | ------------------ | ------------------ | ------------------ | ------------------ | ------------------ | ------------------ |
| 1900    | не брала участь    | не брала участь    | не брала участь    | не брала участь    | не брала участь    | не брала участь    | не брала участь    | не брала участь    |
| 1908    | не брала участь    | не брала участь    | не брала участь    | не брала участь    | не брала участь    | не брала участь    | не брала участь    | не брала участь    |
| 1912    | не брала участь    | не брала участь    | не брала участь    | не брала участь    | не брала участь    | не брала участь    | не брала участь    | не брала участь    |
| 1920    | не брала участь    | не брала участь    | не брала участь    | не брала участь    | не брала участь    | не брала участь    | не брала участь    | не брала участь    |
| 1924    | не кваліфікувалась | не кваліфікувалась | не кваліфікувалась | не кваліфікувалась | не кваліфікувалась | не кваліфікувалась | не кваліфікувалась | не кваліфікувалась |
| 1928    | не брала участь    | не брала участь    | не брала участь    | не брала участь    | не брала участь    | не брала участь    | не брала участь    | не брала участь    |
| 1936    | не брала участь    | не брала участь    | не брала участь    | не брала участь    | не брала участь    | не брала участь    | не брала участь    | не брала участь    |
| 1948    | не брала участь    | не брала участь    | не брала участь    | не брала участь    | не брала участь    | не брала участь    | не брала участь    | не брала участь    |
| 1952    | чвертьфінал        | 6                  | 3                  | 2                  | 0                  | 1                  | 9                  | 6                  |
| 1956    | не кваліфікувалась | не кваліфікувалась | не кваліфікувалась | не кваліфікувалась | не кваліфікувалась | не кваліфікувалась | не кваліфікувалась | не кваліфікувалась |
| 1960    | 1-й раунд          | 6                  | 3                  | 2                  | 0                  | 1                  | 10                 | 6                  |
| 1964    | 1-й раунд          | 9                  | 3                  | 1                  | 1                  | 1                  | 5                  | 2                  |
| 1968    | 1-й раунд          | 11                 | 3                  | 0                  | 2                  | 1                  | 4                  | 5                  |
| 1972    | 1-й раунд          | 12                 | 3                  | 0                  | 1                  | 2                  | 4                  | 6                  |
| 1976    | 4 місце            | 4                  | 5                  | 2                  | 1                  | 2                  | 6                  | 6                  |
| 1980    | не кваліфікувалась | не кваліфікувалась | не кваліфікувалась | не кваліфікувалась | не кваліфікувалась | не кваліфікувалась | не кваліфікувалась | не кваліфікувалась |
| 1984    | 2 місце            | 2                  | 6                  | 4                  | 1                  | 1                  | 9                  | 5                  |
| 1988    | 2 місце            | 2                  | 6                  | 4                  | 1                  | 1                  | 12                 | 4                  |
| 1992    | не кваліфікувалась | не кваліфікувалась | не кваліфікувалась | не кваліфікувалась | не кваліфікувалась | не кваліфікувалась | не кваліфікувалась | не кваліфікувалась |
| 1996    | 3 місце            | 3                  | 6                  | 4                  | 1                  | 1                  | 16                 | 8                  |
| 2000    | чвертьфінал        | 6                  | 4                  | 2                  | 0                  | 2                  | 6                  | 6                  |
| 2004    | не кваліфікувалась | не кваліфікувалась | не кваліфікувалась | не кваліфікувалась | не кваліфікувалась | не кваліфікувалась | не кваліфікувалась | не кваліфікувалась |
| 2008    | 3 місце            | 3                  | 6                  | 4                  | 1                  | 1                  | 14                 | 3                  |
| 2012    | 2 місце            | 2                  | 6                  | 5                  | 0                  | 1                  | 16                 | 7                  |
| 2016    | Чемпіон            | 1                  | 6                  | 3                  | 3                  | 0                  | 13                 | 1                  |
| 2020    | Чемпіон            | 1                  | 6                  | 4                  | 2                  | 0                  | 10                 | 4                  |
| Всього  | –                  | –                  | 60                 | 32                 | 14                 | 13                 | 118                | 62                 |

### Панамериканські ігри
| Виступи | Виступи            | Виступи            | Виступи            | Виступи            | Виступи            | Виступи            | Виступи            | Виступи            |
| Рік     | Раунд              | Позиція            | МЗ                 | В                  | Н*                 | П                  | ГЗ                 | ГР                 |
| ------- | ------------------ | ------------------ | ------------------ | ------------------ | ------------------ | ------------------ | ------------------ | ------------------ |
| 1951    | не брала участь    | не брала участь    | не брала участь    | не брала участь    | не брала участь    | не брала участь    | не брала участь    | не брала участь    |
| 1955    | не брала участь    | не брала участь    | не брала участь    | не брала участь    | не брала участь    | не брала участь    | не брала участь    | не брала участь    |
| 1959    | 2 місце            | 2                  | 6                  | 4                  | 1                  | 1                  | 27                 | 11                 |
| 1963    | Чемпіон            | 1                  | 4                  | 3                  | 1                  | 0                  | 18                 | 3                  |
| 1967    | не кваліфікувалась | не кваліфікувалась | не кваліфікувалась | не кваліфікувалась | не кваліфікувалась | не кваліфікувалась | не кваліфікувалась | не кваліфікувалась |
| 1971    | не кваліфікувалась | не кваліфікувалась | не кваліфікувалась | не кваліфікувалась | не кваліфікувалась | не кваліфікувалась | не кваліфікувалась | не кваліфікувалась |
| 1975    | Чемпіон            | 1                  | 7                  | 5                  | 2                  | 0                  | 33                 | 2                  |
| 1979    | Чемпіон            | 1                  | 5                  | 5                  | 0                  | 0                  | 14                 | 1                  |
| 1983    | 3 місце            | 3                  | 3                  | 2                  | 0                  | 1                  | 3                  | 1                  |
| 1987    | Чемпіон            | 1                  | 5                  | 4                  | 1                  | 0                  | 10                 | 2                  |
| 1991    | не кваліфікувалась | не кваліфікувалась | не кваліфікувалась | не кваліфікувалась | не кваліфікувалась | не кваліфікувалась | не кваліфікувалась | не кваліфікувалась |
| 1995    | Чвертьфінал        | 5th                | 4                  | 2                  | 2                  | 0                  | 5                  | 2                  |
| 1999    | не кваліфікувалась | не кваліфікувалась | не кваліфікувалась | не кваліфікувалась | не кваліфікувалась | не кваліфікувалась | не кваліфікувалась | не кваліфікувалась |
| 2003    | Віце-чемпіон       | 2                  | 5                  | 4                  | 0                  | 1                  | 12                 | 2                  |
| 2007    | 1-й раунд          | 5                  | 3                  | 2                  | 0                  | 1                  | 7                  | 4                  |
| 2011    | 1-й раунд          | 6                  | 3                  | 0                  | 2                  | 1                  | 2                  | 4                  |
| 2015    |                    |                    |                    |                    |                    |                    |                    |                    |
| Всього  | 4 титули           | 10/16              | 45                 | 31                 | 9                  | 5                  | 131                | 32                 |

* Нічиї включають матчі плей-оф, доля яких вирішувалась у серії пенальті.
- — країна-господар фінального турніру

## Досягнення
- Олімпійські ігри:
  -  Чемпіон (2): 2016, 2020
  -  Срібні медалі (3): 1984, 1988, 2012
  -  Бронзові медалі (2): 1996, 2008
- Панамериканські ігри:
  -  Чемпіон (4): 1963, 1975, 1979, 1987